# Leonhard Dientzenhofer
Leonhard Dientzenhofer (ou Johann Leonhard Dientzenhofer, né le 20 février 1660 à St. Margarethen, arrondissement de Rosenheim, et mort le 26 novembre 1707 à Bamberg) est un architecte et constructeur allemand.

## Biographie

### Famille
Leonhard est le septième enfant de George Dientzenhofer et Anna Thanner. On ne connaît pas son apprentissage. Sa sœur aînée Anna épouse à Prague en 1678 Wolfgang Leuthner, parent de l'architecte Abraham Leuthner. Donc on pense qu'il lui a donné une instruction complémentaire. Ses quatre frères (Georg (de), Wolfgang (de), Christoph, Johann) seront aussi architectes.
Le 30 janvier 1685, Leonhard Dientzenhofer épouse Anna Maria Waldsassen Hager, une sœur de la femme de son frère Georg, avec qui il a trois fils et quatre filles. Il fait un second mariage le 6 juillet 1699 à Bamberg avec Anna Margaretha Sünder, originaire de Bad Staffelstein, qui lui donne deux filles.
En 1688, il achète un terrain à Bamberg où il construit son domicile.

### Carrière
Le premier document portant le nom de Leonhard Dientzenhofer date de 1685 en tant que contremaître à l'abbaye de Waldsassen où son frère Georg est maître d'œuvre. Un an après, il est maître à Amberg et pour l'abbaye de Speinshart (de) fait selon les plans de Johann. Ses premiers propres plans sont l'église de Lauterhofen que l'électeur Ferdinand-Marie de Bavière a commandée pour remercier de la restauration de la foi catholique dans le district du Haut-Palatinat après la guerre de Trente Ans.
En 1687, le prince-évêque Lothar Franz von Schönborn fait de lui son architecte de cour (Johann le reste jusqu'à sa mort). Avec l'appui de Schönborn, il devient conseiller de Bamberg.
Il est aussi auprès de Christian-Ernest de Brandebourg-Bayreuth pour succéder à Charles Philippe Dieussart.
Ses maîtres sont, outre Abraham Leuthner, Jean-Baptiste Mathey, Carlo Lurago et Giovanni Domenico Orsi de Orsini (de), dont les styles se développent en Franconie et en Haut-Palatinat.

## Œuvre
- Bamberg

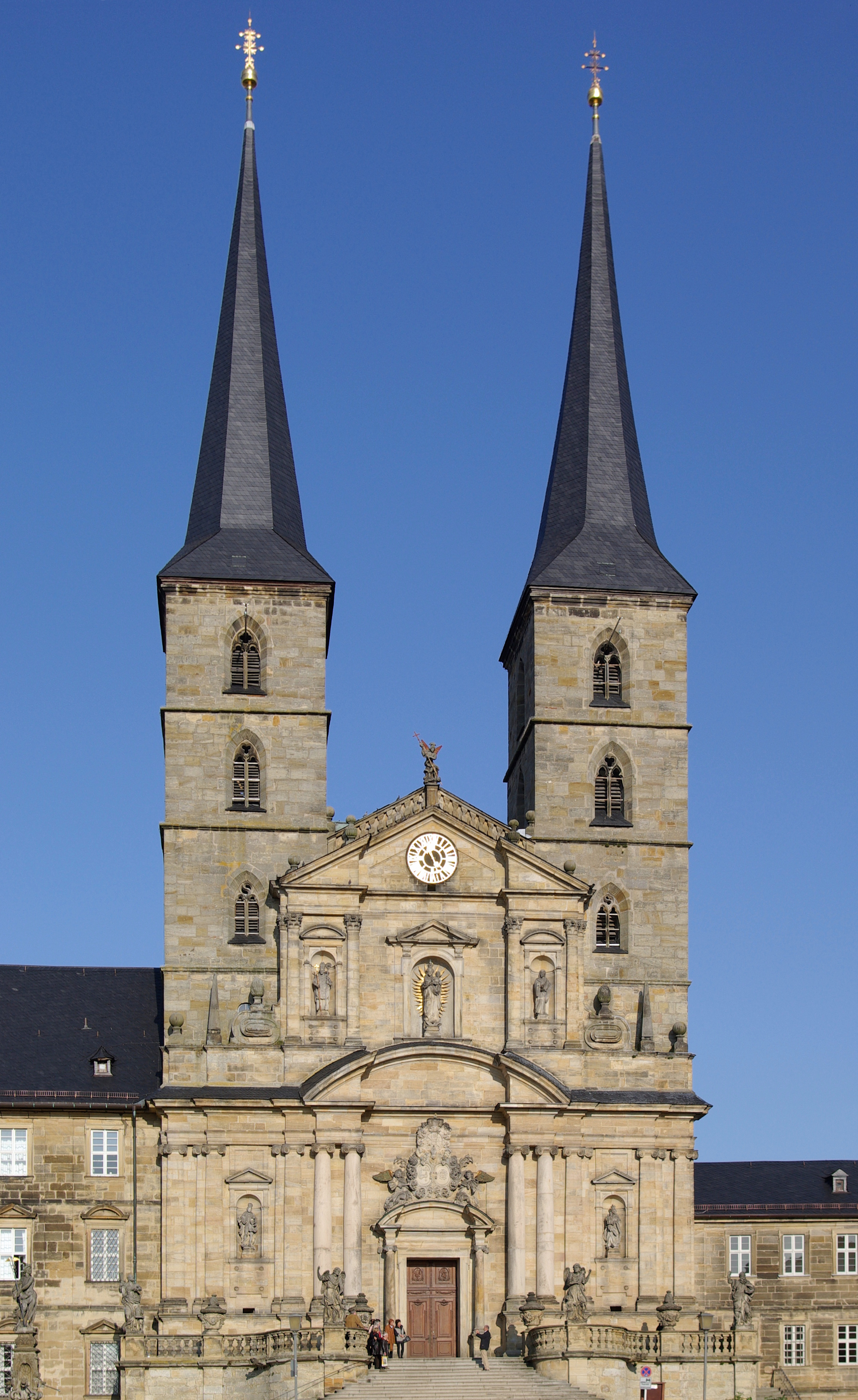
Façade de l'église de l'.

  - Église Saint-Martin de Bamberg (1693-1696)
  - Abbaye de Michelsberg (de) : Façade de l'église et bâtiments monastiques (1696-1702)
  - Carmel (de) (1692–1707)
  - Nouvelle résidence (1697–1702)
  - Sa propre maison.
- Gaibach
  - Reconstruction du château (1694-1704)
  - Chapelle Sainte-Croix (1697-1698)
- Hollfeld : Église Saint-Sauveur
- Abbaye de Banz : Bâtiments conventuels, y compris l'escalier principal (1695-1704)
- Abbaye d'Ebrach (à partir de 1686)
- Abbaye de Langheim (plan en 1690)
- Abbaye de Schöntal : Monastère et église (1694-1707)
- Château de Greifenstein (Franconie) (en)
- Château de Tambach (de)

## Source, notes et références
- (de) Cet article est partiellement ou en totalité issu de l’article de Wikipédia en allemand intitulé « Leonhard Dientzenhofer » (voir la liste des auteurs).
- (de) Heinrich Gerhard Franz, « Dientzenhofer, Leonhard. », dans Neue Deutsche Biographie (NDB), vol. 3, Berlin, Duncker & Humblot, 1957, p. 651 (original numérisé).